# 拉昆夫雷
拉昆夫雷，是西班牙埃斯特雷马杜拉卡塞雷斯省的一个市镇。总面积114平方公里，总人口1108人（2001年），人口密度10人/平方公里。